# Dagfinn
Dagfinn  è un nome proprio di persona danese e norvegese maschile.

## Origine e diffusione
Deriva dal nome norreno Dagfinnr, composto da dagr ("giorno", da cui anche Dag, Dagmar e Dagny) e finnr ("finnico", "lappone", presente anche in Finn, Arnfinn e Thorfinn).

## Onomastico
Il nome è adespota, non essendo portato da alcun santo, quindi l'onomastico ricade il 1º novembre, giorno di Ognissanti.

## Persone
- Dagfinn Enerly, calciatore norvegese
- Dagfinn Nilsen, calciatore norvegese
- Dagfinn Rognmo, calciatore e allenatore di calcio norvegese